# 精子選別
精子選別（せいしせんべつ、英: sperm sorting）は、卵細胞に受精させる精子の種類を選別することである。遠心分離法やスイムアップ法などいくつかの技術が存在する。フローサイトメトリーなど新たな応用技術の登場によって精子選別の可能性は広がり、新たな技術の開発は現在も続いている。
精子選別は、最も健康な精子を選別する目的のほか、性選別など、より具体的な形質の決定のためにも利用される。精子は、DNA含量の差異によってX染色体を持つ集団とY染色体を持つ集団に分離することができる。その結果生じた「性選別された」精子はその後、人工授精や体外受精など他の生殖技術と組み合わせることで、目的の性別の子孫を作り出すことができる。こうした性選別は畜産業のほか医療においても利用されている。

## 手法

### 従来型技術
フローサイトメトリーの出現以前から、精子選別にはいくつかの方法が利用されていた。連続的または非連続的勾配による密度勾配遠心は、精子濃度の低い精液試料を濃縮することができ、品質の指標として精子の密度を利用することができる。同様に、スイムアップ法と呼ばれる技術は、遠心分離後のステップの後に溶媒中を泳がせることで、運動性の高い精子集団を選別する。ただし、遠心分離は精子に有害であり、活性酸素種を発生させる。従来型の技術は生殖補助医療において日常的に利用されている。

### フローサイトメトリー
フローサイトメトリーは精子選別に利用される新たな技術であり、この技術の応用により精子選別に新たな機会が切り開かれた。しかし、フローサイトメトリーに基づく精子選別は多くの場合、DNAを染色する蛍光色素を利用するため、ヒトの生殖医療におけるこの技術の安全性に関しては科学的な議論がある。
しかしながら、フローサイトメトリーは現在のところ唯一、個々の精子のDNA含量を測定することで将来の子孫の性別を決定することができる技術である。大きなX染色体を含むか小さなY染色体を含むかを評価し、X精子とY精子を分離することが可能である。アメリカ合衆国農務省とローレンス・リバモア国立研究所によって開発されたBeltsfield Sperm Sexing Technologyでは、X染色体とY染色体のDNAの差に基づいて選別が行われる。フローサイトメトリーによる選別に先立って、各精子のDNAに結合するHoechst 33342と呼ばれる蛍光色素で精液は標識される。X染色体はY染色体よりも大きく、より多くのDNAを含んでいるため、X染色体を持つ精子はY染色体を持つ精子よりも多くの量の色素を吸着する。その結果、フローサイトメトリーで紫外線照射された際、X精子はY精子よりも強い蛍光を発する。精子はフローサイトメーターを一列に並んで通過し、各精子はそれぞれ1滴の液滴に包まれ、染色体に対応した電荷が（X精子を含む液滴ならば正電荷、Y染色体を含む液滴ならば負電荷というように）付加される。X液滴とY液滴は静電偏向によって分離され、別々の試験管へと集められてその後の過程に利用される。
精子選別に利用される、サイトメトリーを利用した他の技術としてはMACS（Magnetic-activated cell sorting）があり、DNAが断片化された精子を除去するために生殖補助医療で日常的に利用されている。この技術は、アネキシンVなどのプログラム細胞死（アポトーシス）の細胞表面マーカーに対する抗体に磁気ビーズを付加したものを用いて行われる。これらの抗体を結合させた後、精子懸濁液に磁場を印加することでアポトーシスが起こっている精子は選択的に除去される。MACSはDNAに結合する蛍光分子を用いる必要性がない。

### 他の技術
精子のDNA損傷はラマン分光法によって検出できる場合がある。しかし、個々の形質を検出するほどの特異性はない。DNA損傷の最も少ない精子はその後、顕微授精によって卵細胞へ注入される。精子選別の手法として提案されていたり、試験が行われたりしている手法は他にも多く存在する。DNA損傷指標の低い精子を選択するため、電気泳動法、Z法、MACSなどの技術を用いて非断片化DNAを持つ精子集団を濃縮することができ、密度勾配遠心などの精子調製プロトコルと組み合わせることで、より優れた品質の精子を得ることができる。
精子の細胞膜のヒアルロン酸結合部位は、精子の成熟度の指標となる。PICSI（physiological intracytoplasmic sperm injection）とスパームスロー（Sperm Slow）と呼ばれる2つの手法でこのことが利用されている。どちらの手法も、精子の洗浄または遠心分離による精子の調製が必要である。

## 応用
自然条件での受精過程では、数百万の精子が膣に入るが、卵細胞に到達するものはわずかであり、受精するのは通常1つの精子である。精子は運動性の高さだけでなく、DNAの完全性、活性酸素種の産生や生存能力など他の因子によっても選別される。体外受精ではこの選別過程の大部分が回避され、自然条件では受精を行う確率が低いような精子による受精も多く行われるため、生殖補助医療と関係した先天性疾患の発生率は高い。精子選別はこうしたリスクを下げるためにも利用される。精子選別によって子供の性別を選択することついては議論が続いている。

### 健康な精子の選別
従来型の精子選別の手法は、人工授精や体外受精の前に精子の品質を評価するために広く利用されている。こうした技術を用いて選別された精子は未選別の精子よりも品質が優れていることが確認されている。しかし、DNAの完全性など精子の重要な特徴はこうした手法では検査することができない。YO-PRO染色などフローサイトメトリーに基づいた新たな手法は、アポトーシスしたり死んだ精子と生きた精子とを見分けることができる。例えば、アネキシンV染色後のMACSによる選別を行うことで、従来の生殖補助医療では成功しなかったカップルで妊娠率が大きく改善している。

### 性選別

#### 畜産業
フローサイトメトリーによる精子選別は獣医学では確立された技術であり、今日の産業では、メスの仔牛の数が増えるよう選別された精子による人工授精が行われている（他の種の家畜では精子選別は一般的ではないが、人工授精は一般的に行われている）。選別された精子による家畜の人工授精は、国際連合食糧農業機関（FAO）によって、増加する人口に対し十分な食料を産生するのに必要な農業の効率化のための有望な手法として認識されている。選別された精子による人工授精の活用は、最適な仔牛の性比を作り出して牛乳生産量を増加させるための手法であると見なされている。

#### ヒト
デュシェンヌ型筋ジストロフィーや血友病など、伴性遺伝する疾患の病歴のある家族では、子供の性別を選択することで疾患を予防できる可能性がある。一方で、ヒトでの精子選別は性選別に関する倫理的な懸念が生じる。精子選別が大規模に行われた場合、性比の不均衡が生じる可能性がある。両親が第一子として常に男子を選んだ場合、ジェンダーの平等性に影響が生じる可能性もある（第一子は社会で成功する可能性が高いことが示されている）。
1980年代前半から半ばにかけて、Glenn Spauldingは初めてフローサイトメーターを使用してヒトや動物の全精子を選別し、選別された運動性の高いウサギの精子を人工授精に利用した。その後、X染色体とY染色体に富む2つの集団へ選別する方法の特許出願が1987年4月になされ（アメリカ合衆国出願番号35,986）、後にアメリカ合衆国特許5,021,244の一部となった。その特許には性関連膜タンパク質の発見とそれらのタンパク質に対するモノクローナル抗体の開発も含まれていた。特許出願当時、ローレンス・リバモア国立研究所とアメリカ合衆国農務省は固定された精子の核の選別のみを行っていたが、出願番号35,986の特許出願後、アメリカ合衆国農務省では精子を短時間超音波処理することで尾部を除去するという新しい技術が利用された。
医療目的以外での性選別を明示的に許可している国家は存在しない。2009年時点で、伴性遺伝疾患のリスクや他の医療目的の場合の性選別は31か国で許可されている。アメリカ合衆国では、ヒトの性選別のための精子選別の利用はアメリカ食品医薬品局によって厳格に規制されている。
フローサイトメトリーによる精子選別の正確性は高いが、2つの完全に異なる集団に分離できるわけではない。すなわち、「メス」の精子集団には「オス」の精子が一部存在しており、その逆も起こる。各集団の純度の正確な割合は、選別を行う生物種とオペレーターが設定する「ゲート」に依存する。一般的に、X染色体とY染色体のDNAの差が大きい種であるほど、高純度の集団を作り出すことは容易になる。ヒツジやウシでは、各性の純度はゲートにも依存するが通常90％以上に維持されている。一方、ヒトでは「メス」精子と「オス」精子の純度はそれぞれ90%と70%にまで低下する可能性がある。